# نوح كلر
نوح حاميم كلر (بالإنجليزية: Nuh Ha Mim Keller)‏ داعية إسلامي مقيم في الأردن من أصل أميركي، ومن مواليد 1954، زميل أول في مؤسسة آل البيت للفكر الإسلامي بالأردن، وشيخ للطريقة الشاذلية في الولايات المتحدة الأميركية. اعتنق الإسلام أثناء دراسته للغة العربية في جامعة الأزهر بمصر، وتتلمذ في سوريا على الشيخ عبد الرحمن الشاغوري، وأخذ عنه الطريقة الشاذلية سنة 1988. وهو من الشخصيات البارزة في الحوار الإسلامي المسيحي، ومن المساهمين في مبادرة كلمة سواء التي وجّهها علماء من مختلف التيارات الإسلامية إلى شخصيات دينية مسيحية.

## مقالات ذات صلة
- حمزة يوسف
- يوسف إسلام
- زيد شاكر
- علي الجفري